# Speed (singolo)
Speed è un singolo del cantante britannico Billy Idol, pubblicato il 24 agosto 1994 pubblicato anche nell'album Idolize Yourself: The Very Best of Billy Idol.

## Descrizione
All'inizio del 1994, i produttori del film Speed hanno scelto il prestigioso produttore discografico Ralph Sall come supervisore musicale della colonna sonora. Sall è stato incaricato di creare un concept album con una raccolta di nuove e vecchie canzoni di diversi artisti e generi, con un tema simile a questo film thriller d'azione. In effetti, la colonna sonora di Speed contiene, in un modo o nell'altro, canzoni che parlano di velocità, auto o viaggi.
Poco dopo, Sall contattò Bily Idol e il suo stretto collaboratore, il chitarrista Steve Stevens, per comporre e registrare la canzone principale del film con un testo ispirato alla trama.
A quel punto, la carriera di Idol era convulsa e in pieno declino dopo il fallimento critico e finanziario con il suo album Cyberpunk (1993). Inoltre, stava affrontando divergenze economiche con la sua etichetta discografica (EMI), e i suoi problemi personali con l'abuso di droghe erano in aumento. Quindi, questa nuova canzone è stata un'importante opportunità per tornare al suo pubblico.
Speed è stato composto e registrato in breve tempo a Los Angeles con il supporto di una band non accreditata, forse completata con il batterista Mark Schulman e il bassista Larry Seymour (a quel tempo membri dal vivo). La canzone si basa su un tempo di batteria simile e un riff di chitarra che è stato la base per il successo Rebel Yell (1983), seguendo la stessa formula in termini di sentimento.
Il singolo è stato promosso con un video musicale che mescolava alcune delle scene più vibranti del film insieme a un'esibizione dal vivo fittizia di Billy Idol, Steve Stevens e il resto della loro rock band.